# Laufflug

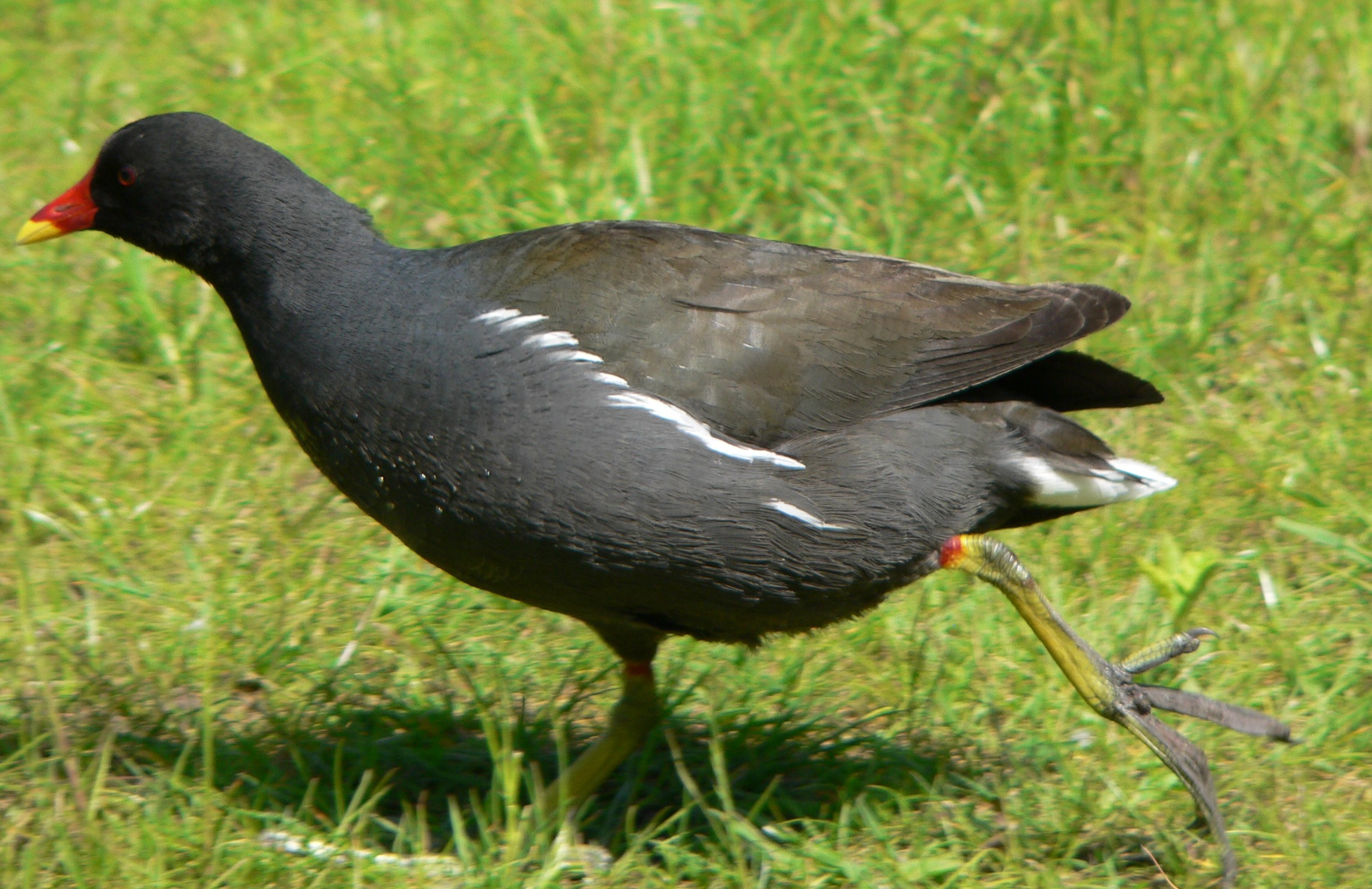
Teichralle im Fluchtlauf – dies ist die Vorform zum Fluglauf, der durch heftige Flügelbewegungen unterstützt wird

Als Laufflug, auch Fluglauf genannt, bezeichnet man in der Ornithologie eine Mischform von Laufen und Fliegen von Vögeln. Die Vögel berühren dabei mit ihren Füßen noch die Erd- oder Wasseroberfläche und bewegen dabei heftig ihre Flügel. Diese Fortbewegungsform ist typisch für eine ganze Reihe von Rallen, sie kommt jedoch auch in anderen Vogelfamilien vor. Die Teichralle nutzt diese Form der Fortbewegung sehr häufig, um vor ihren Beutegreifern in die dichte Ufervegetation zu flüchten. Für sehr schwere Wasservögel wie beispielsweise Höckerschwäne ist der Laufflug eine Übergangsform zum Fliegen. Sie sind zu schwer, um direkt von der Wasseroberfläche abzuheben und nutzen den Laufflug, um die entsprechende Geschwindigkeit zu erreichen.  
Auch der Nahrungsflug von Sturmschwalben kann als Laufflug bezeichnet werden, da sie dabei mit ihren Flügeln auf der Wasseroberfläche paddeln. Für den Titicaca-Taucher ist der Laufflug sogar die schnellste Fortbewegungsweise, da diese Art ihre Flugfähigkeit eingebüßt hat. 